# Mesaner
Mesaner is een geslacht van Phasmatodea uit de familie Diapheromeridae. De wetenschappelijke naam van dit geslacht is voor het eerst geldig gepubliceerd in 1908 door Redtenbacher.

## Soorten
Het geslacht Mesaner is monotypisch en omvat slechts de volgende soort:
- Mesaner sarpedon (Westwood, 1859)